# Las hijas de Abril
Las hijas de Abril è un film del 2017 diretto da Michel Franco.
Il film è stato candidato nella sezione Un Certain Regard al Festival di Cannes 2017 e ha vinto il premio della giuria.

## Trama
A Puerto Vallarta, in Messico, la diciassettenne Valeria è incinta al settimo mese di gravidanza, ma non vuole dirlo a sua madre. Il padre, Mateo, è coetaneo di Valeria. Clara, la sua sorellastra, contatta sua madre Abril all'insaputa di Valeria e la mette al corrente della cosa. Quando Avril, che è stata una madre assente, si precipita a casa di Clara e Valeria affiorano le ragioni per le quali Valeria non voleva contattarla.  

## Riconoscimenti
- 2017 - Festival di Cannes
  - Prix du Jury sezione Un Certain Regard